# Петиевич, Джеральд
Джеральд Петиевич (англ. Gerald Petievich, род. 15 октября 1944, Лос-Анджелес, Калифорния) — американский писатель криминальных романов, наиболее известны «Жить и умереть в Лос-Анджелесе» и «Качество информатора».
С 1970 по 1985 год он был специальным агентом Секретной службы США. Три его романа были экранизированы: «Жить и умереть в Лос-Анджелесе», «Охранник» и «Точка кипения». Петиевич был соавтором сценариев для всех трёх фильмов.

## Произведения
- Money Men. — Pinnacle Books, 1983. — ISBN 978-0-523-41154-5.; reprint Penguin Group USA, 1991, ISBN 978-0-451-17052-1
- To Die in Beverly Hills. — Arbor House, 1983. — ISBN 978-0-87795-487-3.
- One Shot Deal. — Gerald Petievich, 1983.; reprint Penguin Group (USA) Incorporated, 1991, ISBN 978-0-451-17046-0
- To Live and Die in L.A.[англ.]. — Arbor House, 1984. — ISBN 978-0-87795-533-7.; Gerald Petievich, 2001, ISBN 978-1-930916-00-5
- The Quality of the Informant[англ.]. — Arbor House, 1985. — ISBN 978-0-87795-619-8.
- Shakedown. — Simon and Schuster, 1988. — «gerald petievich.». — ISBN 978-0-671-63154-3.[8]
- Earth Angels. — New American Library, 1989. — ISBN 978-0-453-00680-4.; Gerald Petievich, 2001, ISBN 978-1-930916-15-9
- Paramour. — Dutton, 1991. — ISBN 978-0-525-93364-9.; Gerald Petievich, 2001, ISBN 978-1-930916-17-3
- The Sentinel. — Berkley, 2003. — ISBN 978-0-425-18879-8.